# 心脏神经官能症
心脏神经官能症（Cardiac neurosis）也稱為達科斯塔綜合征（Da Costa's syndrome）是一種症狀類似心血管疾病的症候群，其特點是理學檢查檢查結果都正常。以現代的觀點，心脏神经官能症是焦虑症的临床表现，其治療方式主要是非藥物的，包括調整生活形態以及運動。
此疾病是得名自在南北戰爭時發現和描述此一疾病的Jacob Mendes Da Costa，也稱為機能性慢性心血管疾病、神經循環虛弱，原發性神經衰弱，亞急性無力等。